# Soluție solidă
Termenul de soluție solidă, utilizat frecvent pentru metale, este un amestec omogen de doi compuși în stare solidă și având o structură cristalină unică. Altfel spus, componentele coexistă formând un nou solid cristalin sau o rețea cristalină. Multe exemple pot fi găsite în metalurgie, geologie și chimia stării solide. Cuvântul „soluție” este utilizat pentru a descrie amestecul intim al componentelor la nivel atomic și distinge aceste materiale omogene de amestecurile fizice analoage.